# فرضية الدماغ المنسوخ

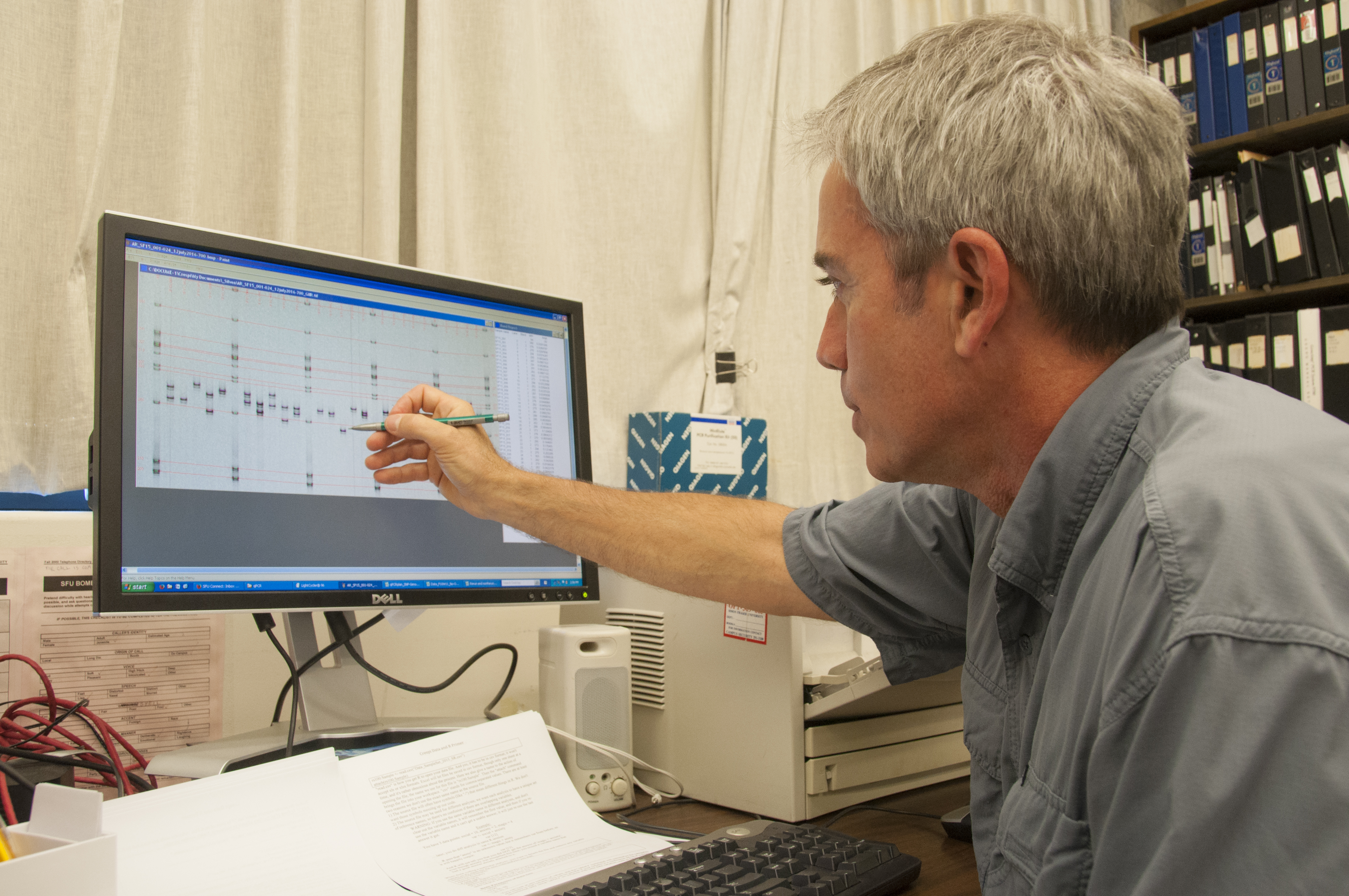
بيرنارد كريسبي - 2016

فرضية الدماغ المنسوخ هي فرضية غير مسندة إلى الأدلة في علم النفس التطوري حول أسباب اضطرابات طيف التوحد وطيف الفصام، إذ عرض بيرنارد كريسبي وكريستوفر بادكوك هذه الفرضية للمرة الأولى في عام 2008. تزعم الفرضية وجود بعض السمات المتضادة بين التوحد والنوع الفصامي، ما يشير إلى تعارض أسباب المرض الكامنة خلف كل من الحالتين.
تعتمد فرضية الدماغ المنسوخ على النسخ الجيني، الذي يمثل عملية تخلق التعبير الجيني المختلف عن طريق نسخ جينات الوالدين مع تأثير أحدهما بشكل أكبر من الآخر. يقترح مؤيدو فرضية الدماغ المنسوخ على وجه التحديد أن تطور اضطرابات طيف التوحد ناجم عن فرط النسخ من جهة الأب، وتطور اضطرابات طيف الفصام ناجم عن فرط النسخ من جهة الأم؛ إذ يشيرون إلى عدد من الارتباطات والارتباطات المضادة المزعومة بين هذه الاضطرابات وغيرها من السمات من أجل دعم الفرضية.
استطاعت هذه الفرضية جذب بعض الاهتمام في أوساط العلم الشعبي، إلا أنها مفتقرة للدعم العلمي. هوجمت الفرضية أيضًا بوصفها غير قابلة للدحض، ومبالغ فيها وواسعة بشكل مفرط. تشمل بعض المشاكل المحددة في هذه الفرضية عدم صحة التنبؤات التي تدعيها حول الاضطرابات الجينية، وتعارض تأثيرات الاضطرابين على التعاطف والتعقيل مع نموذج كريسبي وبادكوك بالإضافة إلى فشل العديد من تقنيات التصوير العصبي في دعم هذه الفرضية.

## حجج مؤيدي الفرضية
تتشابه فرضية الدماغ المنسوخ في بعض النقاط مع نظرية الدماغ الذكري المتطرف الخاصة بالتوحد، إلا أنهما تختلفان بشكل واسع. يشير مؤيدو فرضية الدماغ المنسوخ إلى إمكانية وجود تفاعلات ضارة بين آلية النسخ المفترضة والنسخ الجينومي المتطرف الحاصل لدى الجنس المقابل، ما يوفر وفقًا لمزاعمهم تفسيرًا لشيء من الممكن اعتباره «مشكلة» بالنسبة لمزاعم الدماغ الذكري المتطرف – على وجه التحديد، يميل التوحد الأنثوي إلى التطور بدرجة شديدة بشكل خاص. يُستخدم هذا أيضًا كتفسير لدوث الفصام بدرجة شديدة نسبيًا لدى الذكور. مع ذلك، يعتقد مؤيدو نظرية الدماغ الذكري المتطرف وجود تفسير فعلي مسبق لازدواجية الشكل الجنسي في التوحد من خلال التضاد التشخيصي.
لا تنطبق نظرية العقل بشكل ملائم فيما يتعلق باضطرابي التوحد والفصام على حد سواء، إذ تطرح فرضية الدماغ المنسوخ في المقابل فكرة حدوث هذين الاضطرابين عبر آليتين مختلفتين دون تعميمها على أنواع عصبية كامنة أوسع. يزعم مؤيدو الفرضية امتلاك الأفراد ذوي الشخصية الفصامية درجة محسنة من نظرية العقل، وقدرات تعاطف أفضل وقدرة محسنة على إدراك مشاعر الآخرين، لكن لم تجد هذه المزاعم أي دعم من الأبحاث حول الأفراد ذوي اضطراب الشخصية الفصامية أو مقاييس النوع الفصامي «السليمة» بين مختلف الأفراد. عوضًا عن هذه المزاعم، من الواضح أن نظرية العقل غير صحيحة فيما يتعلق بجميع حالات طيف الفصام حتى في غياب الذهان الصريح.
يُعتقد أن بعض العوامل مثل التغذية خلال الحمل من شأنها التأثير على النسخ. يشير المؤيدون إلى ارتباط الفصام مع حالة التضور جوعًا لدى الأمهات خلال الحمل بينما يزداد معدل انتشار تشخيص التوحد في المجتمعات الغنية، على الرغم من الإجماع العلمي العام على ارتفاع معدلات تشخيص التوحد في المجتمعات الغنية نتيجة درجة الوعي وليس الانتشار الأكبر للاضطراب.
يرتبط التوحد والفصام أيضًا مع وزن الولادة بشكل متناقض، إذ يرتبط التوحد مع وزن الولادة المرتفع بينما يرتبط الفصام مع وزن الولادة المنخفض. يستخدم مؤيدو الفرضية هذا الارتباط بوصفه دليلًا على صحة الفرضية.
يشير مؤيدو الفرضية أيضًا لدعم مزاعمهم إلى وجود خطورة حدوث متباينة بين الاضطرابات الوراثية مع ارتفاع خطورة الإصابة ببعض الاضطرابات مقارنة بغيرها، وخاصة اضطرابات النسخ. على سبيل المثال، تنجم متلازمة بكوث ودمان عن التأثيرات الزائدة لجينات الوالدين المنسوخة وتمتلك معدل حدوث أكبر لدى مرضى التوحد. بما يتعارض مع هذه المزاعم، تزيد غالبية الاضطرابات ذات الخطر المرتفع للإصابة بأحد الاضطرابين، الفصام أو التوحد، خطر الإصابة بالاضطراب الآخر، إذ يشمل ذلك العديد من الطرق المتعارضة مع فرضية الدماغ المنسوخ مثل مزاعمها حول اضطرابات النسخ. على سبيل المثال، ترتبط متلازمة الحنك والقلب والوجه مع الزيادة الكبيرة (10 إلى 40 ضعف مقارنة بالأفراد السليمين) في خطر الإصابة بالتوحد والفصام على حد سواء.
تدعم البيانات المستمدة من تباين رقم النسخ ودراسة الترابط الجينومي الكامل الآليات الجينية السببية المشتركة بين الفصام والتوحد، لكن يوفر ذلك الدعم الظرفي فقط لفرضية الدماغ المنسوخ ويمكن استخدامه في دعم العديد من الفرضيات الأخرى.
درست العديد من الأبحاث دور الأوكسيتوسين في التوحد والفصام، واستخدمت الفرضية بعض نتائج وتوصيفات هذه الأبحاث لصالحها. يمتلك الأوكسيتوسين بعض الإمكانات العلاجية لكل من التوحد والفصام، بما في ذلك اضطراب الشخصية الفصامية على الأرجح. يشير كريسبي، خلافًا لهذا الاقتراح، إلى مساهمة الأوكسيتوسين المرتفع في حالات النوع الفصامي عبر خلق فهم اجتماعي «مفرط التطور» من شأنه تحريض الذهان. يشير مؤيدو الفرضية إلى وجود ارتباطات بين مستويات الأوكسيتوسين المرتفعة والسمات الشخصية المرتبطة بالنوع الفصامي، مثل الإبداعية والتفكير المتشعب. مع ذلك، يرتبط كل من اضطراب الشخصية الفصامية والنوع الفصامي بين عموم السكان مع نفس حالات عجز الأوكسيتوسين الملاحظة في الفصام، لكن تبدو درجة ارتباط الأعراض الإيجابية للفصام والنوع الفصامي مع ارتفاع الأوكسيتوسين – وفقًا للمؤيدين – غير واضحة ومتناقضة.